# Мрак (DC Comics)
Мрак (англ. Shade), настоящее имя Ричард Свифт (англ. Richard Swift) — суперзлодей, а впоследствии супергерой, комиксов издательства DC Comics. Был создан в 1940-х для издательства National Comics (предшественника DC) и первоначально появился на страницах комиксов о Флэшe, в сюжетной арке под названием «Человек, который управлял ночью» (англ. The Man Who Commanded the Night, сценаристом которой стал Гарднер Фокс, а художником — Хэл Шарп. Дебютировав в качестве злодея, Мрак стал известен прежде всего тем, что боролся против двух поколений супергероев, в первую очередь — против Флэша Золотого века и Флэша Серебряного века. Он, в конце концов, стал наставником Джека Найта, сына супергероя Стармена, одного из тех, с кем также боролся.
Несмотря на то, что первоначально Мрак был персонажем комиксов Золотого века и представлял собой вора, который с помощью своей трости мог управлять тенями, он был снова возрожден в 1994 году уже в качестве нравственно неоднозначного бессмертного существа из Викторианской эпохи, которое получило своё бессмертие и способность управлять тенями в результате неизвестного события мистического характера.
В 2009 году Мрак занял 89 место в списке «100 Величайших злодеев всех времен» по версии IGN.

## Биография

### Докризисная биография
Мрак впервые появился в выпуске Flash Comics #33 в качестве злодея и противника для Флэша Золотого века. Его изображали как вора, способного управлять тенями при помощи волшебной трости. Он периодически боролся с Флэшем Золотого века, а также Барри Алленом, Флэшем Серебряного века. Он являлся членом нескольких воплощений команд суперзлодеев, в том числе Общества Несправедливости. Мрак также стал одним из трех злодеев, которые стали поводом для встречи двух Флэшей в серии комиксов Flash of Two Worlds, которая возродила Флэша Золотого века в комиксах Серебряного века. Его, а также Волшебника и Скрипача, в конце концов заключили в тюрьму. В сюжете Crisis on Earth-S (выпуск Justice League of America #136) он агент Короля Кулла, посланный на Землю с целью истребления человечества на ней. Объединившись с Доктором Лайтом он создает свет и тьму на разных концах планеты, но оба тут же встречают сопротивления в лице Человека-пули и Человека-ястреба.

### Посткризисная биография
Мрак снова вернулся на страницы печатных изданий в 1986 году, став членом собранного Волшебником нового воплощения Общества Несправедливости. Следующее его появление случилось в истории-флэшбеке из выпуска Secret Origins #50 (1989), который по сути представляет собой посткризисный пересказ событий серии The Flash of Two Worlds.

### Биография после событийZero Hour
После событий Zero Hour история происхождения Мрака была кардинальным образом изменена. Отныне псевдоним Мрака носил английский джентльмен по имени Ричард Свифт, молодой человек из 1838 года. Однажды ночью в Лондоне Свифт был пойман в ловушку, в самом эпицентре мистического события, убившего 104 человека. Одним из влияний этого события была безвозвратная потеря памяти обо всем, что произошло со Свифтом до инцидента. На его счастье приехала карета и забрала его. Джентльмен, который его подобрал, назвался Пирс Лудлоу (англ. Piers Ludlow) и предложил помощь в поисках прошлого. Приняв его «доброту» Свифт поселился в доме Лудлоу следующим же вечером. Однако за этим стояло кое-что намного большее: вся семья Лудлоу представляла собой убийц и негодяев, которые день ото дня проворачивали одну и ту же схему — убивали богача, одного из своих деловых партнеров, а затем недалеко убивали бродягу, чтобы имитировать неудавшееся ограбление или убийство. Однако, когда они попытались использовать Свифта в качестве козла отпущения, тот инстинктивно использовал свою способность управлять тенями и убил почти всю семью Лудлоу, кроме молодой пары близнецов, отсутствовавших в то время. Только следующим вечером Свифт встретил своего настоящего друга, которого знал до инцидента: писателя Чарльза Диккенса.
После этого в течение десятилетий он жил относительно спокойной жизнью, какую сам выбрал, пока однажды не появился Руберт Лудлоу, один из выживших близнецов, и с группой наемников не попытался заманить его в засаду, рассказав ему о преступных намерениях семьи и быстром их росте. Несмотря на довольно сильные ранения, Свифт побеждает Лудлоу (на то время Свифт уже успел выяснить, что бессмертен). Затем он уехал из Англии и, в конце концов, превратился в авантюриста/убийцу/преследователя, жизнь которого он вел на всех континентах и во многих приключениях. В своих странствиях он встретил Брайана Сэвиджа (он же Охотник за скальпами) и впервые посетил Опал-сити. Там он осел, приобретя кое-какую недвижимость, и вел главным образом мирную жизнь; он даже познакомился с Оскаром Уайлдом, хотя до конца не оставил свою полную приключений жизнь, гарантировав, что его всегда ждет приличное состояние. Тем не менее, во время своих путешествий он встретил ещё одного бессмертного, получившего те же силы во время того же инцидента, который пережил Свифт: карлика по имени Саймон Калп, который впоследствии станет его заклятым врагом.
Во время всех его странствий его преследовал клан Лудлоу, численность которого он с большим сожалением снизил, убив десятки человек прежде, чем встреть Маргарет Крофт (англ. Marguerite Croft), юную леди, в которую влюбился и с которой жил в Париже в течение 1930-х. К сожалению, она оказалась Лудлоу и попыталась убить Мрака, подсыпав ему яд. Мрак пережил отравление и вынужден был убить Маргарет после того, как она призналась, что несмотря на любовь к нему она будет пытаться убить его снова и снова, так как она Лудлоу. Это заставило Мрака впасть в депрессию и ощущать неспособность когда-либо полюбить снова. Из-за этого, а ещё из-за смерти Брайана Сэвиджа, он снова стал убийцей.
Во время Второй мировой войны он покинул Америку, чтобы защитить свою страну от бомбардировок, и снова имел стычки с Сайманом Калпом. Взрывная волна, поразившая их откуда-то сверху, заточила Калпа в тело Мрака. Не подозревая об этом, Мрак вернулся в Америку, а затем в Кистоун-сити. Это было в период Золотого века комиксов, и из всех героев этого периода он выбрал себе главного противника: Джея Гаррика, Флэша Золотого века. Для него это стало больше чем игрой, изображающей его в качестве бесполезного злодея (под влиянием Калпа), его руками были реализованы по-настоящему незамеченные преступления и он действительно был разочарован пенсией Гаррика. Это было пока не приехал «супергерой» по прозвищу «Паук». С любопытством изучив мотивы Паука, Мрак выяснил, что тот на самом деле был преступником и, кроме того, происходил из клана Лудлоу. Мрак спасает Кистоун-сити, убив Паука и защитив Флэша и его жену от покушения на убийство. Когда его спросили относительно его собственных мотивов, он ответил, что он действительно наслаждался противостоянием с Флэшем и ценил его юмор и остроумие, а также сказал, что у него был город, который он любил и защищал (он несколько раз защищал Опал-сити от различных угроз и однажды спас Стармену жизнь, и не совершал ни единого преступления в границах города).
В 1960-х он на короткий период времени объединил усилия с Доктором Фэйтом, чтобы остановить, очевидно, одно из предприятий Калпа, мистическую организацию безумцев, Мудрых Дураков, которые хотели повторить ритуал, породивший его, вызвав своего рода неконтролируемый всплеск тени (фактически тень Калпа, которую Калп отделил от Мрака). Не осознавая, что сознание Калпа было внутри Мрака, он при помощи Доктора Фэйта разрушил планы Мудрых Дураков и направил всплеск в другое, пустое, измерение (где всплеск продолжал расти в силе и размерах), не подозревая, что это было шагом в ещё более крупном предприятии Калпа, которое достигнет своей кульминации при разрушении Опал-сити.

### Starman
В 1994 году Джеймс Робинсон решил возродить персонажа Мрака, дав ему одну из главных ролей в своей новой серии комиксов о Стармене. По сюжету первой арки, Sins of the Father, он на некоторое время становится врагом Джека, похитив его отца, Теда Найта, супергероя Стармена в отставке, для старого злодея Тумана, который желает провести последнюю схватку. Позже Мрак предает Тумана, объединившись с семьей О’Дэйр, династией полицейских, которые помогают Джеку в память об их отце, полицейском Билли О’Дэйре, который часто помогал первому Стармену. Вместе они нападают на убежище Тумана и освобождают Теда Найта. При этом Мрак оказал поддержку члену семьи, который считался «волком в овечьей шкуре», то есть Мэтту О’Дэйру.
Большая часть прошлого Мрака описано путём различных записей дневника, озвученных в выпусках комиксов о Стармене, и при помощи выпусков-флэшбеков, названных Tales of Times Past. Они часто касались встречами с различными воплощениями Стармена, включая отца Джека, Теда Найта, а также другими персонажами из вселенной Стармена, например, с Брайаном Сэвиджем. В общей сложности, из 80 вышедших выпусков 10 являлись флэшбеками Tales of Times Past. «Цитаты» из дневника Мрака часто заменяли колонку с письмами Стармена, зачастую создавая дополнительный фон повествования, связанный с жизнью или мотивами Мрака. В противоположность основному стилю комиксов, эти цитаты написаны в виде прозы со случайными иллюстрациями и в виде кратких записей, сделанных Мраком в различные периоды его жизни.
Мрак принимал активное участие в попытке Джека справиться с демоном, живущим внутри плаката, хватающим невинных людей и затаскивающим их в ад. Мрак, как всегда жаждал мирной жизни для города Опал-сити, и ему также не нравился Меррит, человек, охраняющий плакат и получивший бессмертие за его защиту, и как следствие, Меритт стал вдохновением для написания «Портрета Дориана Грея» Оскара Уайлда. В борьбе за этот плакат Мэтта О’Дэйра затянуло внутрь и Мрак последовал за ним. Внутри плаката Мрак предлагает свою душу в обмен на то, что остальные пойманные души будут освобождены (это согласились сделать и Джек с Мэттом, чего Мрак, естественно, не знал), но демон, не в силах противостоять самопожертвованию, отпускает их всех. После освобождения Мэтт решает оставить своё темное прошлое позади и начать свою жизнь «с чистого листа». Мрак решает помочь ему в этом стремлении, частично из-за осознания того, что Мэтт является реинкарнацией Охотника за скальпами Брайана Сэвиджа, старого друга Мрака.
Особенно важным решением в жизни Мрака был отказ Нерону. Нерон предложил Мраку, как и многим другим злодеям, продать душу взамен на существенное увеличение силы. Однако Мрак увидел в этом предложении мало пользы, так как не испытывал потребности в увеличении своей итак огромной силы и не видел способа увеличить безграничную мощь своих теней и усилить фактическое бессмертие. Нерон, возмущенный его отказом, поклялся отомстить Мраку.
В этот период клан Лудлоу, видимо, прекращает охоту на него, что Мрак расценивает не более как отсрочку. Это длится до тех пор, пока жена последнего Лудлоу при помощи крови не призывает Мрака в город клана Лудлоу, чтобы отговорить мужа от попытки нападения, что, вероятно, будет стоить ему жизни. Мрак прибывает по вызову и отговаривает Лудлоу от доставшейся в наследство семейной вендетты, очевидно прекратив ту вражду, которая длилась более чем полтораста лет.
Другой ответственный момент наступил, когда Вселенную DC поражает Божественная волна (события кроссовера Genesis), оставив почти всех супергероев без их сверхспособностей. В противостоянии Стармена, Мэтта О’Дэйра, Зелёного Фонаря и Адского Доктора Пипа, Пип угрожает взорвать почти весь главный небоскреб Опал-сити. Мрак появляется в последнюю минуту, чтобы увлечь Пипа в Страну Тьмы, которая служит источником его сил, пока бомба не взорвалась. Этот поворот сюжета показывает, что Мрак не смог лишиться сил, что значит, что даже Бог не имеет возможностей сделать это, и отсылает к более темному происхождению безграничных возможностей Мрака.
В различные периоды времени отмечено, что Калп имел возможность перехватывать контроль над телом Мрака или просто влиять на него. Один раз Калп полностью перехватывает контроль, чтобы поговорить с Джеком, в процессе совершив ошибку в названии романа Уайлда. После возвращения Джека из космоса, в сюжетной арке Stars, My Destination Калп уже в состоянии перехватывать контроль на длительный период времени и, используя его возможности, ловит всех героев Опал-сити и заключает их в тюрьму, стремясь разграбить и разрушить Опал-сити — единственным поводом для этого ему служит уничтожение всего, что дорого Мраку. Собрав армию злодеев, с которыми Джек сражался в течение всей серии комиксов, Калп поглощает возможности Мрака, в дополнение к тому самому растущему в силе и размерах всплеску тени, который десятилетия назад Мрак и Доктор Фэйт отправили в пустое измерения, что теперь он использует, чтобы накрыть Опал-сити непроницаемым теневым куполом и вызвать противостояние с героями. Многие из помощников-суперзлодеев Калпа были собраны или Нероном, или все ещё горящей местью дочерью злодея Тумана, или сыном лже-героя Паука, последним из Лудлоу. Этот сюжет является кульминацией всей серии и описан в арке Grand Guignol.
Мрак, в конечном счете, находит способ вытащить из себя Калпа, потеряв свои возможности к управлению тьмой. Однако Калп недооценил Мрака и случайно купился на небольшого теневого импа, подчиненного Мраку, и его поглощает собственная же тень, что привело к той самой болезни будущего, когда Мрак поглощает всю тьму в себя (которую видел Джек и усиленную поглощением Калпа и ритуалом Мудрого Дурака), оставив Калпа без сил. Впоследствии Калп пробует купить себе свободу угрожая более молодому Туману, но при этом убит старшим Туманом. Это стало переломным моментом в жизни Мрака, так как теперь он свободен выбирать, отличить правильное от неправильного, и, как следствие, может решить, остаться ли ему злодеем, либо стать полноценным супергероем, защищающим свой город. Он присутствует при заключительном противостоянии с Туманом, после чего уходит с Ральфом Дибни, Джеком и Тео Кайлом Найтом.

### После событий серииStarman
После завершения серии комиксов о Стармене, Мрак был замечен в других сериях, в частности в сериях о приключениях Зеленой стрелы и ОСА, и был поставлен в ряд с такими злодеями-волшебниками, как Феликс Фауст и Сёрк. Также в 2006 году он мельком появился в серии DC’s Brave New World. Во время событий Бесконечного кризиса он использовал свои возможности, чтобы защитить здания, в которых прячутся жители Опал-сити (хотя, с нескрываемым цинизмом, выдающим в нём нелюдимого человека, он утверждал, что спасает не столько людей, сколько «архитектуру города»).
Он также является одним из персонажей серии Робинсона Justice League: Cry for Justice, где ожидает своего старого противника, Джея Гаррика, в его доме. Он сообщает сведения о том, что злодей-безумец по имени Прометей заказал серию нападений на супергероев (в том числе на Бэтвумен, Барри Аллена, Алого Мстителя и Старгёрл) с целью отвлечь их от выполнения основного плана. Мрак тогда сопровождает Джея к Сторожевой Башне Лиги Справедливости, чтобы предупредить героев о нависшей опасности. Вместе с Джеем он попадает на Сторожевую Башню как раз в тот момент, когда Прометей (он замаскировался под Фредди Фримена и победил всю Лигу) пытался покинуть его. Хотя Джей потерпел сокрушительное поражение, Мрака победить оказывается трудной задачей (технически он не «герой», поэтому у Прометея не было информации о его слабостях) и всё закончилось тем, что он мешает Донне Трой убить злодея, когда тот был избит до полусмерти. Несмотря на это, Мрак создает портал, через который Зелёная Стрела проникает в убежище Прометея и убивает его, свершив свою месть за разрушение Стар-сити, расчленение его бывшего помощника, Красной Стрелы, и убийство дочери Красной Стрелы.
Во время событий Blackest Night Мрак встречается с Хоуп О’Дэйр и утверждает, что любит её. После ночи, проведенной вместе, на Мрака и Хоуп нападает Дэвид Найт, воскрешенный в качестве Чёрного Фонаря. Дэвид вырывает Мраку сердце, но Мрак, благодаря свои способностям, выживает и сопротивляется стремлению чёрного кольца превратить его в ещё одного немертвого. После того, как Дэвид угрожает убить Хоуп, а позже и Джека, Мрак впадает в ярость и затягивает Чёрного Фонаря в Страну Теней после того, как осмеял его и назвал посмешищем и фальшивкой, которая «не имеет собственного света» и использует его собственное сердце в качестве «прохода», чтобы осуществить задуманное. После этого Хоуп тоже признается ему в любви и двое влюбленных покидают поле боя.
Вскоре после окончания войны с Черными Фонарями, Мрака находят Хэл Джордан и Барри Аллен, которых Мрак сопровождает в Фантомную Зону, где лежит разлагающийся труп Прометея.
В 2010 году Робинсон объявил что на этапе планирования находится собственная серия комиксов для Мрака. Эта серия комиксов, сценарий для которой написал Робинсон, а иллюстрации создал Кулли Хамнер, вышла в 2011 году и повествовала о Мраке и его потомках, возвращаясь к различным точкам его истории, когда он путешествовал и пытался выяснить, кто стоит за стремлением его убить.
Во время событий Brightest Day в дом Мрака приезжают Джей Гаррик, Доктор Мид-Найт, Себастьян Фауст и Дикий кот, чтобы узнать, сможет ли он помочь найти пропавшего Обсидиана, обладющего возможностями, похожими на таковые у Мрака. Прибыв, члены ОСА находят Обсидиана и Доктора Фэйта, стоящих над телом впавшего в кому Мрака. Обсидиан, в данный момент одержимый космической сущностью, известной как Звездное сердце, сказал героям, что Мрак выдал бы им его «тайны», и что Звездное сердце приказал ему и Доктору Фэйту заставить его замолчать. После поражения Звездного сердца Конгорилла замечает, что Мрак пропал и, начиная с захвата его Обсидианом, никто не может связаться с ним.
Обстоятельства исчезновения Мрака вскоре были выяснены: его захватил и подверг «промывке мозгов» Эклипсо. Предположив, что появление Мрака может переломить ход битвы, Святой Уолкер послал Атома и Стармена к телу Мрака, чтобы разрушить эффект воздействия на разум. Героям с трудом удается освободить разум Мрака, после чего он предает Эклипсо и помогает Лиге справедливости победить злодея раз и навсегда.

### Дальнейшая судьба персонажа
Сюжетная арка Stars, My Destination, одна из арок серии комиксов о Стармене, рассказывает о том, как Джека перенесло через пространство и время по коридору, созданному Мраком будущего, силы которого покидают его из-за болезни, насланной Калпом в их финальной битве (в процессе поглощения тела Калпа, а также различных мистических улучшений, ставших результатом ритуала Мудрого Дурака). Его тень начинает расширяться, поглощая различные области Вселенной и угрожая территориям под защитой Легиона. Желая спасти Вселенную, будущий Мрак объясняет Джеку, каким образом, используя космический жезл, можно будет остановить его в прошлом. Позже он открывает ещё один портал, чтобы Джек, снова переместившись во времени, оказался в Тронном мире. В заключительном выпуске серии комиксов о Стармене очевидным образом смог остановить распространение болезни прежде, чем она затронула Мрака, что, вероятно, изменило будущее, которое Джек видел при своем предыдущем путешествии.
Starman Annual #1 показывает возможное будущее Мрака: он был защитником планеты Утопиан тысячи лет, начиная с текущих событий. Как и Мрак настоящего, он любит рассказывать байки о прошлых годах. Все технологии, а также сама планета, были созданы на основе Космического Жезла и вдохновлены Старменом и его наследием.

## Силы и способности
Мрак является одним из самых сильных, если не сильнейших обладателей силы Дарклэнда, представляющей собой кажущуюся разумной, способную увеличиваться в размерах и покорную его воле тьму, при помощи которой он может создавать различные эффекты, начиная от поглощения света до создания твердого вещества из тьмы: он может призвать демонов из тьмы, создать и рассеять щиты и барьеры, создать любые виды конструктов из чистой тьмы (что очень похоже на способности Зеленого Фонаря, за исключением цвета), перемещать себя и других сквозь тьму на большие расстояния, а также использовать эту силу в качестве тюрьмы. Эта тьма может быть рассеяна достаточно сильными всплесками энергии. Также Мрак может использовать эту силу для создания проходов во времени (самый драматический случай описывает перемещение Джека Найта сначала из космоса в двадцатом веке в район Ксанту периода Легиона Супергеров, а оттуда к Криптону за несколько десятков лет до его разрушения). Эта сила также наделила Мрака вечной молодостью и потенциальным бессмертием. В целом его возможности настолько огромны, что доктор Фэйт однажды отметил, что даже Спектру трудно найти общий язык с ним. Он, по большому счету, устойчив к ранениям: однажды на него обрушилась и взорвалась фугасная бомба, но Мрака лишь слегка потрепало. Даже когда его сердце вырвал Чёрный Фонарь Дэвид Найт, он продолжил жить, не имея возможности умереть.
Единственной слабостью Мрака (если это можно назвать слабостью) является то, что, если он потеряет свою тень, он становится уязвим. Однако это может произойти, если Мрак будет истощен другим выжившим в инциденте 1838 года, когда он получил свои способности, или при наличии света столь яркого, что ничто просто не может отбросить тень.

## Создание персонажа
В романе Чарльза Диккенса «Лавка Древностей» встречаются английский «распутник», также носящий имя Ричард, и карлик по имени Квилп (по аналогии с Ричардом-Мраком и карликом Калпом в комиксах). Впоследствии во Вселенной DC появились намеки, что именно история о жизни Мрака вдохновила Диккенса написать «Лавку древностей». Сам же Джеймс Робинсон отметил, что при возрождении персонажа для изображения его манеры поведения и манеры речи почерпнул несколько идей, наблюдая за артистами британской сцены и, в частности, актёром Джонатаном Прайсом.

## Другие версии
- На Земле-33, в мире магов, встречается волшебник по имени Мрак с теми же способностями. Он является членом Лиги Шаманов.[29]
- Ещё один Мрак (возможно с Земли-3). Другая версия героини Найтшейд, она делит с ним его имя и возможности, также носит цилиндр и трость. Она убита Пришествием Теней, ещё одним двойником Найтшейд. Также существует вероятность, что эта версия Шейда родом с Земли-11, где герои и злодеи имеют противоположный пол.[30]

## Вне комиксов
- Дебют Мрака вне комиксов состоялся в истории из двух эпизодов мультсериала «Лига Справедливости» под названием Injustice For All (сезон 1, эпизоды 8-9), где его озвучил Стивен Макхэтти. В данной версии Мрак использует свои способности при помощи своей трости, которую он называет «дубинкой», что очень похоже на его образ из ранних комиксов. При первой встрече Звездный Сапфир замечает, что без «дубинки» Мрак «меньше чем ничто». В этой истории он является членом Банды Несправедливости Лекса Лютора. Также он появляется в истории из двух эпизодов под названием Fury (1 сезон, эпизоды 16-17) его можно заметить среди членов восстановленной амазонкой Арижей Банды Несправедливости. В ещё одной двухчастной арке мультсериала, носящей название Secret Society (сезон 2, эпизоды 17-18) Мрака приглашает Горилла Гродд в качестве члена своего Тайного общества Суперзлодеев. Мрак отнесся к этому скептически, так как, согласно его наблюдениям, подобный шаг уже дважды заканчивался крахом. Его романтически привлекает Гиганта, которая, кажется, отвечает ему взаимностью. Когда он узнает, что одно время она была гориллой, он сначала шокирован, но потом с улыбкой на лице пожимает плечами. Где-то в этот период он изучил боевые искусства, что позволило ему сражаться наравне с Бэтменом (правда недолго). Когда тайное общество Суперзлодеев было побеждено Лигой Справедливости на глазах тысяч людей, Мрак, прежде чем сбежать и быть пойманным Бэтменом, торжественно произнес «Я знал, что это не сработает».
- В сезонах этого же мультсериала, вышедших под названием «Лига справедливости без границ», Мрак присоединяется к четвёртому воплощению объединения злодеев против Лиги Справедливости, которое является реорганизацией Тайного общества Суперзлодеев Гориллы Гродда, позднее захваченное Лексом Лютором. Мрака, в последнее его появление, можно заметить в эпизоде Alive (сезон 3 (5), эпизод 12), где он примыкает к Гродду, жаждущему вернуть лидерство. В конце концов Мрак и другие мятежники против Лютора заморожены Убийцей Мороз.

## Критика
В 2009 году Мрак занял 89-е место в списке 100 величайших злодеев комиксов по версии IGN.